# Hélia Souza
Hélia Rogério de Souza („Fofão“, * 10. März 1970 in São Paulo) ist eine ehemalige brasilianische Volleyballspielerin.
Fofão nahm mit der brasilianischen Nationalmannschaft zwischen 1992 und 2008 fünfmal an Olympischen Spielen teil, wobei sie jedes Mal mindestens das Halbfinale erreichte und dabei 2008 in Peking die Goldmedaille sowie 1996 und 2000 die Bronzemedaille gewann. Außerdem wurde sie 1999 Siegerin bei den Panamerikanischen Spielen und zweimal Vizeweltmeisterin (1994 und 2006). Hinzu kommen zahlreiche Siege beim Volleyball World Grand Prix.
Während ihrer langen Karriere spielte die Zuspielerin bei zahlreichen Spitzenvereinen auf der ganzen Welt. Neben vielen nationalen Meisterschaften und Pokalsiegen gab es für Fofão weitere Höhepunkte mit Despar Sirio Perugia (Siege in der europäischen Champions League 2006 sowie im CEV-Pokal 2005 und 2007) und mit Fenerbahçe Istanbul (Klub-Weltmeisterin 2010).
Fofão wurde bei verschiedenen nationalen und internationalen Wettbewerben vielfach individuell ausgezeichnet („Wertvollste Spielerin“ (MVP), „Beste Zuspielerin“).